# Bursadella
Bursadella is een geslacht van vlinders van de familie Immidae.

## Soorten
- B. anticeros (Meyrick, 1928)
- B. bicoloroides (Kobes, 1989)
- B. dichroalis Snellen, 1880
- B. endoneurias (Meyrick, 1925)
- B. grammatistis Meyrick, 1906
- B. grammozona (Meyrick, 1925)
- B. hemichryseis Hampson, 1895
- B. mesolampra (Meyrick, 1927)
- B. minatrix Meyrick, 1906
- B. proceros (Meyrick, 1928)
- B. ramosa (Durrant, 1915)
- B. timetica (Durrant, 1915)
- B. tonans (Meyrick, 1925)
- B. tyroplaca (Meyrick, 1925)